# Brezovica na Bizeljskem
Brezovica na Bizeljskem – wieś w Słowenii, w gminie Brežice. W 2018 roku liczyła 122 mieszkańców.